# Консервативні демократи Словаччини
Консервативні демократи Словаччини (словац. Konzervatívni demokrati Slovenska), абревіатура КДС (словац. KDS) — словацька політична партія, заснована чотирма членами парламенту (Франтішек Міклошко, Владімір Палко, Рудольф Бауер та Павол Мінарік), які належали до Християнсько-демократичного руху, але залишили його в липні 2008-го.
КДС заявила, що Франтішек Міклошко візьме участь у президентських перегонах 2009 р. Міклошко отримав 5.41% голосів виборців.